# 仮面ライダー ストームヒーローズ
『仮面ライダー ストームヒーローズ』（かめんライダー ストームヒーローズ）は、バンダイナムコエンターテインメントより配信されていたスマートフォン用アプリゲーム。2015年6月24日にAndroid版が、同年7月2日にiOS版がリリースされた。基本プレイ無料（アイテム課金）。略称は『ストヒ』。
リニューアル作である『仮面ライダー ストームヒーローズ 新たなる覚醒』『仮面ライダー トランセンドヒーローズ』についても本項で扱う。

## 概要
仮面ライダーシリーズを題材としたスマートフォン向けアクションゲーム。
2015年12月1日に行われた大規模アップデートによって、『仮面ライダー ストームヒーローズ 新たなる覚醒』へリニューアルし、続く2016年10月5日のアップデートによって『仮面ライダー トランセンドヒーローズ』へ再リニューアルされた。
2017年8月31日をもってサービスを終了した。

## 登場キャラクター
- 『仮面ライダー』
  - 仮面ライダー1号
    - 仮面ライダー旧1号
    - 仮面ライダー旧1号 桜島ver.
    - 仮面ライダー新1号

  - 仮面ライダー2号
    - 仮面ライダー旧2号
    - 仮面ライダー新2号

  - ショッカー戦闘員
    - ショッカー戦闘員（骨）
    - ショッカー戦闘員（赤）

  - ショッカーライダー
    - ショッカーライダーNo.1
    - ショッカーライダーNo.2
    - ショッカーライダーNo.3
    - ショッカーライダーNo.4
    - ショッカーライダーNo.5
    - ショッカーライダーNo.6

  - ガラガランダ
  - イカデビル
  - ゲルショッカー戦闘員

- 『仮面ライダーV3』
  - 仮面ライダーV3
  - ライダーマン

- 『仮面ライダーX』
  - 仮面ライダーX
  - アポロガイスト

- 『仮面ライダーアマゾン』
  - 仮面ライダーアマゾン

- 『仮面ライダーストロンガー』
  - 仮面ライダーストロンガー
    - 仮面ライダーストロンガー チャージアップ

  - ジェネラルシャドウ

- 『仮面ライダー (スカイライダー)』
  - 強化スカイライダー

- 『仮面ライダースーパー1』
  - 仮面ライダースーパー1

- 『仮面ライダーZX』
  - 仮面ライダーZX

- 『仮面ライダーBLACK』
  - 仮面ライダーBLACK
  - シャドームーン

- 『仮面ライダーBLACK RX』
  - 仮面ライダーBLACK RX
    - ロボライダー
    - バイオライダー

  - チャップ

- 『真・仮面ライダー 序章』
  - 仮面ライダーシン

- 『仮面ライダーZO』
  - 仮面ライダーZO

- 『仮面ライダーJ』
  - 仮面ライダーJ

- 『仮面ライダークウガ』
  - 仮面ライダークウガ
    - 仮面ライダークウガ グローイングフォーム
    - 仮面ライダークウガ マイティフォーム
    - 仮面ライダークウガ ドラゴンフォーム
    - 仮面ライダークウガ ペガサスフォーム
    - 仮面ライダークウガ タイタンフォーム
    - 仮面ライダークウガ ライジングマイティ
    - 仮面ライダークウガ ライジングタイタン
    - 仮面ライダークウガ アメイジングマイティ
    - 仮面ライダークウガ アルティメットフォーム

  - ン・ダグバ・ゼバ
  - ゴ･ガドル･バ 格闘体

- 『仮面ライダーアギト』
  - 仮面ライダーアギト
    - 仮面ライダーアギト グランドフォーム
    - 仮面ライダーアギト ストームフォーム
    - 仮面ライダーアギト フレイムフォーム
    - 仮面ライダーアギト トリニティフォーム
    - 仮面ライダーアギト バーニングフォーム
    - 仮面ライダーアギト シャイニングフォーム

  - 仮面ライダーG3
  - 仮面ライダーG3-X
  - 仮面ライダーギルス
    - 仮面ライダーエクシードギルス

  - アナザーアギト
  - 仮面ライダーG4

- 『仮面ライダー龍騎』
  - 仮面ライダー龍騎
    - 仮面ライダー龍騎サバイブ

  - 仮面ライダーナイト
    - 仮面ライダーナイトサバイブ

  - 仮面ライダーシザース
  - 仮面ライダーゾルダ
  - 仮面ライダーライア
  - 仮面ライダーガイ
  - 仮面ライダー王蛇
  - 仮面ライダータイガ
  - 仮面ライダーインペラー
  - 仮面ライダーベルデ
  - 仮面ライダーファム
  - 仮面ライダーリュウガ
  - 仮面ライダーオーディン

- 『仮面ライダー555』
  - 仮面ライダーファイズ
    - 仮面ライダーファイズ アクセルフォーム
    - 仮面ライダーファイズ ブラスターフォーム

  - 仮面ライダーカイザ
  - 仮面ライダーデルタ
  - 仮面ライダーサイガ
  - 仮面ライダーオーガ
  - ライオトルーパー
  - ホースオルフェノク

- 『仮面ライダー剣』
  - 仮面ライダーブレイド
    - 仮面ライダーブレイド ジャックフォーム
    - 仮面ライダーブレイド キングフォーム

  - 仮面ライダーカリス
    - 仮面ライダーワイルドカリス

  - 仮面ライダーギャレン
    - 仮面ライダーギャレン ジャックフォーム

  - 仮面ライダーレンゲル
  - ジョーカー

- 『仮面ライダー響鬼』
  - 仮面ライダー響鬼
    - 仮面ライダー響鬼紅
    - 仮面ライダー装甲響鬼

  - 仮面ライダー威吹鬼
  - 仮面ライダー轟鬼
  - 仮面ライダー斬鬼

- 『仮面ライダーカブト』
  - 仮面ライダーカブト
    - 仮面ライダーカブト マスクドフォーム
    - 仮面ライダーカブト ライダーフォーム
    - 仮面ライダーカブト ハイパーフォーム

  - 仮面ライダーガタック
    - 仮面ライダーガタック マスクドフォーム
    - 仮面ライダーガタック ライダーフォーム

  - 仮面ライダーザビー ライダーフォーム
  - 仮面ライダーサソード ライダーフォーム
  - 仮面ライダーキックホッパー
  - 仮面ライダーパンチホッパー
  - 仮面ライダーダークカブト ライダーフォーム
  - 仮面ライダーコーカサス
  - ゼクトルーパー
  - ゼクトルーパー（シャドウ隊員）
  - カッシスワーム ディミディウス

- 『仮面ライダー電王』
  - 仮面ライダー電王
    - 仮面ライダー電王 ソードフォーム
    - 仮面ライダー電王 ロッドフォーム
    - 仮面ライダー電王 アックスフォーム
    - 仮面ライダー電王 ガンフォーム
    - 仮面ライダー電王 ウイングフォーム
    - 仮面ライダー電王 クライマックスフォーム
    - 仮面ライダー電王 ライナーフォーム
    - 仮面ライダー電王 超クライマックスフォーム

  - 仮面ライダーゼロノス
    - 仮面ライダーゼロノス アルタイルフォーム
    - 仮面ライダーゼロノス ベガフォーム
    - 仮面ライダーゼロノス ゼロフォーム

  - 仮面ライダーガオウ
  - 仮面ライダーネガ電王 ネガフォーム
  - 仮面ライダーNEW電王 ストライクフォーム
  - モモタロス
  - レオソルジャー

- 『仮面ライダーキバ』
  - 仮面ライダーキバ
    - 仮面ライダーキバ キバフォーム
    - 仮面ライダーキバ ガルルフォーム
    - 仮面ライダーキバ バッシャーフォーム
    - 仮面ライダーキバ ドッガフォーム
    - 仮面ライダーキバ ドガバキフォーム
    - 仮面ライダーキバ エンペラーフォーム

  - 仮面ライダーイクサ
    - 仮面ライダーイクサ バーストモード
    - 仮面ライダーライジングイクサ

  - 仮面ライダーダークキバ

- 『仮面ライダーディケイド』
  - 仮面ライダーディケイド
    - 仮面ライダーディケイド 激情態
    - 仮面ライダーディケイド コンプリートフォーム
    - 仮面ライダーディケイド 最強コンプリートフォーム

  - 仮面ライダーディエンド
  - 仮面ライダークウガ ライジングアルティメット
  - 仮面ライダーキバーラ
  - 大ショッカー戦闘員
  - キングダーク

- 『仮面ライダーW』
  - 仮面ライダーW
    - 仮面ライダーW サイクロンジョーカー
    - 仮面ライダーW サイクロンメタル
    - 仮面ライダーW サイクロントリガー
    - 仮面ライダーW ヒートメタル
    - 仮面ライダーW ヒートジョーカー
    - 仮面ライダーW ヒートトリガー
    - 仮面ライダーW ルナトリガー
    - 仮面ライダーW ルナジョーカー
    - 仮面ライダーW ルナメタル
    - 仮面ライダーW ファングジョーカー
    - 仮面ライダーW サイクロンジョーカーエクストリーム
    - 仮面ライダーW サイクロンジョーカーゴールドエクストリーム

  - 仮面ライダージョーカー
  - 仮面ライダーアクセル
    - 仮面ライダーアクセルトライアル

  - 仮面ライダースカル
    - 仮面ライダースカルクリスタル

  - 仮面ライダーエターナル
  - マスカレイド・ドーパント
  - ナスカ・ドーパント
  - ウェザー・ドーパント

- 『仮面ライダーオーズ/OOO』
  - 仮面ライダーオーズ
    - 仮面ライダーオーズ タトバコンボ
    - 仮面ライダーオーズ ガタキリバコンボ
    - 仮面ライダーオーズ ラトラーターコンボ
    - 仮面ライダーオーズ サゴーゾコンボ
    - 仮面ライダーオーズ タジャドルコンボ
    - 仮面ライダーオーズ シャウタコンボ
    - 仮面ライダーオーズ プトティラコンボ
    - 仮面ライダーオーズ タトバコンボ（パープルアイ）
    - 仮面ライダーオーズ スーパータトバコンボ

  - 仮面ライダーバース
    - バース・デイ
    - 仮面ライダーバース プロトタイプ

  - 恐竜グリード
  - 屑ヤミー
  - 仮面ライダーコア

- 『仮面ライダーフォーゼ』
  - 仮面ライダーフォーゼ
    - 仮面ライダーフォーゼ ベースステイツ
    - 仮面ライダーフォーゼ エレキステイツ
    - 仮面ライダーフォーゼ ファイヤーステイツ
    - 仮面ライダーフォーゼ マグネットステイツ
    - 仮面ライダーフォーゼ コズミックステイツ
    - 仮面ライダーフォーゼ メテオなでしこフュージョンステイツ

  - 仮面ライダーメテオ
    - 仮面ライダーメテオストーム

  - 仮面ライダーなでしこ
  - スコーピオン・ゾディアーツ
  - リブラ・ゾディアーツ
  - サジタリウス・ゾディアーツ

- 『仮面ライダーウィザード』
  - 仮面ライダーウィザード
    - 仮面ライダーウィザード フレイムスタイル
    - 仮面ライダーウィザード ウォータースタイル
    - 仮面ライダーウィザード ハリケーンスタイル
    - 仮面ライダーウィザード ランドスタイル
    - 仮面ライダーウィザード フレイムドラゴン
    - 仮面ライダーウィザード ハリケーンドラゴン
    - 仮面ライダーウィザード オールドラゴン
    - 仮面ライダーウィザード インフィニティースタイル
    - 仮面ライダーウィザード インフィニティードラゴン

  - 仮面ライダービースト
    - ファルコマント
    - バッファマント
    - 仮面ライダービーストハイパー

  - 白い魔法使い
  - 白い魔法使い（コヨミ）
  - 仮面ライダーメイジ（真由）
  - 仮面ライダーメイジ（譲）
  - 仮面ライダーメイジ（山本）
  - 仮面ライダーソーサラー
  - フェニックス
  - メデューサ

- 『仮面ライダー鎧武/ガイム』
  - 仮面ライダー鎧武
    - 仮面ライダー鎧武 オレンジアームズ
    - 仮面ライダー鎧武 パインアームズ
    - 仮面ライダー鎧武 イチゴアームズ
    - 仮面ライダー鎧武 ジンバーレモンアームズ
    - 仮面ライダー鎧武 ジンバーピーチアームズ
    - 仮面ライダー鎧武 カチドキアームズ
    - 仮面ライダー鎧武 極アームズ

  - 仮面ライダーバロン
    - 仮面ライダーバロン バナナアームズ
    - 仮面ライダーバロン マンゴーアームズ
    - 仮面ライダーバロン レモンエナジーアームズ

  - 仮面ライダー龍玄 ブドウアームズ
  - 仮面ライダー斬月・真 メロンエナジーアームズ
  - 仮面ライダー武神鎧武 ブラッドオレンジアームズ
  - インベス
  - ロードバロン

- 『仮面ライダードライブ』
  - 仮面ライダードライブ
    - 仮面ライダードライブ タイプスピード
    - 仮面ライダードライブ タイプスピード ハンター
    - 仮面ライダードライブ タイプスピード フレア
    - 仮面ライダードライブ タイプスピード シャドー
    - 仮面ライダードライブ タイプワイルド
    - 仮面ライダードライブ タイプワイルド ドクター
    - 仮面ライダードライブ タイプテクニック
    - 仮面ライダードライブ タイプフォーミュラ
    - 仮面ライダードライブ タイプトライドロン
    - 仮面ライダードライブ タイプトライドロン ピーポーセーバー
    - 仮面ライダードライブ タイプスペシャル

  - 仮面ライダー超デッドヒートドライブ
  - 仮面ライダーゼロドライブ
  - 仮面ライダーマッハ
    - 仮面ライダーデッドヒートマッハ
    - 仮面ライダーチェイサーマッハ

  - 仮面ライダーチェイサー
  - 魔進チェイサー
  - 超魔進チェイサー
  - 仮面ライダーダークドライブ タイプネクスト
  - ゴルドドライブ
  - ハートロイミュード
    - ハートロイミュード 超進化態

  - ブレンロイミュード
    - ブレンロイミュード 超進化態

  - メディックロイミュード
    - メディックロイミュード 超進化態

- 『仮面ライダーゴースト』
  - 仮面ライダーゴースト
    - 仮面ライダーゴースト オレ魂
    - 仮面ライダーゴースト ムサシ魂
    - 仮面ライダーゴースト エジソン魂
    - 仮面ライダーゴースト ロビン魂
    - 仮面ライダーゴースト ニュートン魂
    - 仮面ライダーゴースト ベートーベン魂
    - 仮面ライダーゴースト ビリー・ザ・キッド魂
    - 仮面ライダーゴースト ベンケイ魂
    - 仮面ライダーゴースト 闘魂ブースト魂
    - 仮面ライダーゴースト ゴエモン魂
    - 仮面ライダーゴースト リョウマ魂
    - 仮面ライダーゴースト ヒミコ魂
    - 仮面ライダーゴースト グレイトフル魂
    - 仮面ライダーゴースト ムゲン魂

  - 仮面ライダースペクター
    - 仮面ライダースペクター ノブナガ魂
    - 仮面ライダースペクター ツタンカーメン魂
    - 仮面ライダーディープスペクター

  - 仮面ライダーネクロム
  - 仮面ライダーダークゴースト
  - 仮面ライダーゼロスペクター
  - 刀眼魔

- 『仮面ライダー1号』
  - 仮面ライダー1号

- 『仮面ライダーアマゾンズ』
  - 仮面ライダーアマゾンオメガ
  - 仮面ライダーアマゾンアルファ
  - 仮面ライダーアマゾンネオ

- 『仮面ライダーエグゼイド』
  - 仮面ライダーエグゼイド
    - 仮面ライダーエグゼイド アクションゲーマーレベル2
    - 仮面ライダーエグゼイド ロボットアクションゲーマーレベル3
    - 仮面ライダーエグゼイド ダブルアクションゲーマーレベルXX
    - 仮面ライダーエグゼイト マキシマムゲーマーレベル99
    - 仮面ライダーエグゼイト ムテキゲーマー

  - 仮面ライダーブレイブ クエストゲーマーレベル2
  - 仮面ライダースナイプ
    - 仮面ライダースナイプ シューティングゲーマーレベル2
    - 仮面ライダースナイプ シミュレーションゲーマーレベル50

  - 仮面ライダーゲンム
    - 仮面ライダーゲンム アクションゲーマーレベル2
    - 仮面ライダーゲンム ゾンビゲーマーレベルX

  - 仮面ライダーパラドクス パーフェクトノックアウトゲーマーレベル99
  - パックマンウイルス
  - 仮面ライダークロノス クロニクルゲーマー

## 声の出演
- 仮面ライダーエグゼイド - 飯島寛騎
- 仮面ライダーブレイブ - 瀬戸利樹
- 仮面ライダースナイプ - 松本享恭
- 仮面ライダーゲンム - 岩永徹也
- 仮面ライダーパラドクス - 甲斐翔真
- 仮面ライダークロノス - 貴水博之
- 仮面ライダーゴースト - 西銘駿
- 仮面ライダースペクター - 山本涼介
- 仮面ライダーネクロム - 磯村勇斗
- 仮面ライダードライブ / 仮面ライダーゼロドライブ - 竹内涼真
- 仮面ライダーマッハ - 稲葉友
- 仮面ライダーチェイサー / 魔進チェイサー / 超魔進チェイサー - 上遠野太洸
- ハートロイミュード - 蕨野友也
- ブレンロイミュード - 松島庄汰
- メディックロイミュード - 馬場ふみか
- 仮面ライダー鎧武 - 佐野岳
- 仮面ライダーバロン / ロード・バロン - 小林豊
- 仮面ライダー龍玄 - 高杉真宙
- 仮面ライダー斬月・真 - 久保田悠来
- 仮面ライダー武神鎧武 - 小山力也
- 仮面ライダーウィザード - 白石隼也[6]（ボイス差し替え後）
- 仮面ライダービースト - 永瀬匡
- 白い魔法使い - 髙階俊嗣
- 白い魔法使い（コヨミ） - 奥仲麻琴[7]
- フェニックス - 篤海
- 仮面ライダーメテオ - 吉沢亮
- 仮面ライダーなでしこ - 真野恵里菜
- サジタリウス・ゾディアーツ - 鶴見辰吾
- 仮面ライダーバース - 君嶋麻耶
- 仮面ライダーW（左翔太郎） / 仮面ライダージョーカー - 桐山漣
- 仮面ライダーアクセル - 木ノ本嶺浩
- 仮面ライダーエターナル - 松岡充[8]
- ウェザー・ドーパント - 檀臣幸
- 仮面ライダーディケイド - 井上正大
- 仮面ライダーディエンド - 戸谷公人
- 仮面ライダークウガ ライジングアルティメット（小野寺ユウスケ） - 村井良大
- 仮面ライダーイクサ - 加藤慶祐
- 仮面ライダーダークキバ - 山本匠馬
- 仮面ライダー電王 ソードフォーム / クライマックスフォーム / 超クライマックスフォーム - 関俊彦
- 仮面ライダー電王 ロッドフォーム - 遊佐浩二
- 仮面ライダー電王 アックスフォーム、シャドームーン - てらそままさき
- 仮面ライダー電王 ガンフォーム - 鈴村健一
- 仮面ライダーゼロノス - 中村優一
- 仮面ライダーゼロノス ベガフォーム - 大塚芳忠
- 仮面ライダーガオウ - 渡辺裕之
- 仮面ライダーネガ電王 - 緑川光
- 仮面ライダーガタック - 佐藤汛
- 仮面ライダーキックホッパー / 仮面ライダーザビー - 徳山秀典
- 仮面ライダーパンチホッパー - 内山眞人
- カッシスワーム ディミディウス - 坂口拓
- 仮面ライダー響鬼 - 細川茂樹（ボイス差し替え後）
- 仮面ライダー威吹鬼 - 渋江譲二
- 仮面ライダーブレイド - 椿隆之[9]
- 仮面ライダーカリス - 森本亮治
- 仮面ライダーギャレン - 天野浩成
- 仮面ライダーレンゲル - 北条隆博
- 仮面ライダーファイズ - 半田健人
- 仮面ライダーカイザ - 村上幸平（ボイス差し替え後）
- 仮面ライダー龍騎 / 仮面ライダーリュウガ - 須賀貴匡[10]
- 仮面ライダーナイト - 松田悟志[11]（ボイス差し替え後）
- 仮面ライダー王蛇 - 萩野崇[12]
- 仮面ライダーオーディン - 小山剛志
- 仮面ライダーアギト - 賀集利樹
- アナザーアギト - 樋口隆則[13]
- 仮面ライダーBLACK / 仮面ライダーBLACK RX / ロボライダー / バイオライダー - 倉田てつを[14]（ボイス差し替え後）